# Pyrococcus abyssi
Pyrococcus abyssi es una especie de arquea hipertermófila. Fue aislada de una fuente hidrotermal en el fondo del océano en la Cuenca Norte de Fiyi a una profundidad de 2000 m. Este organismo es anaerobio, Gram-negativo y puede puede metabolizar sulfato. Las células poseen forma de coco y son extremadamente móviles. Su temperatura óptima es 96 °C. Su cepa tipo es GE5 (CNCM I-1302). Pyrococcus abyssi se ha utilizado como un organismo modelo en estudios de ADN polimerasas. Esta especie también puede crecer a densidades celulares muy altas en biorreactores.

## Otras lecturas
- Cohen GN; Barbe V; Flament D (marzo de 2003). «An integrated analysis of the genome of the hyperthermophilic archaeon Pyrococcus abyssi». Molecular Microbiology 47 (6): 1495-512. PMID 12622808. doi:10.1046/j.1365-2958.2003.03381.x. Consultado el 6 de agosto de 2013.
- Gueguen Y; Rolland JL; Lecompte O (noviembre de 2001). «Characterization of two DNA polymerases from the hyperthermophilic euryarchaeon Pyrococcus abyssi». European Journal of Biochemistry/FEBS 268 (22): 5961-9. PMID 11722585. doi:10.1046/j.0014-2956.2001.02550.x. Consultado el 6 de agosto de 2013.Cohen, Georges N., et al. "An integrated analysis of the genome of the hyperthermophilic archaeon Pyrococcus abyssi." Molecular Microbiology 47.6 (2003): 1495-1512.
- Castillo-Lizardo, Melissa; Henneke, Ghislaine; Viguera, Enrique (agosto de 2014). «Replication slippage of the thermophilic DNA polymerases B and D from the Euryarchaeota Pyrococcus abyssi». Frontiers in Microbiology 5 (403). doi:10.3389/fmicb.2014.00403.